# Sabicea exellii
Sabicea exellii là một loài thực vật có hoa trong họ Thiến thảo. Loài này được G.Taylor miêu tả khoa học đầu tiên năm 1944.